# Kam
För andra betydelser, se Kam (olika betydelser)

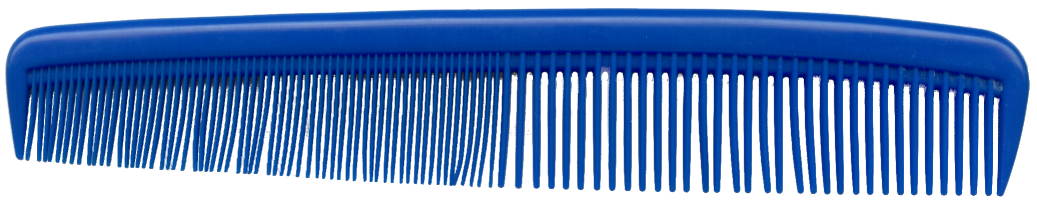
Kam.

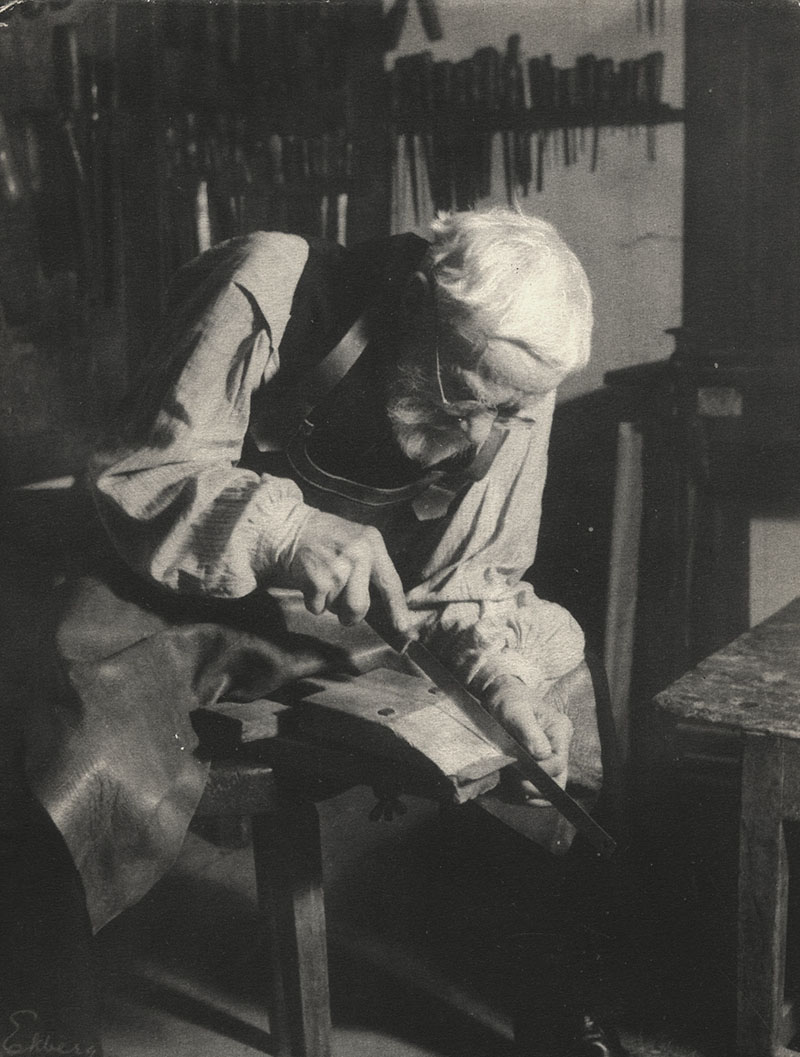
I kammakareverkstaden på Skansen 1939.

Kam är ett hårredskap med så kallade "tänder" som dras genom håret och bearbetar tovor i håret. Kammar har funnits mycket länge. Sveriges äldsta kam har hittats i Näs på Gotland. Den är från yngre stenåldern och tillverkad i ben. 
Under medeltiden utgjorde kammakarna ett eget skrå. De medeltida kammarna har ofta tänder åt båda hållen (dubbelkam). Under medeltiden förekommer ornerade liturgiska kammar för ceremoniändamål.
De så kallade luskammarna har tätare tänder.  
Det finns olika sorters kammar. Vissa kammar är platta och andra har en mer fyrkantig yta med 'handtag' för att kunna få bort tovor i tjockare eller längre hår.
Under empiren blev hårkammar som hårprydnad synnerligen vanliga. Under slutet av 1800-talet blev rundkammar för att hålla håret tillbakastruket. De stora damfrisyrerna under 1900-talets första årtionden gav upphov till lätt böjda sido- och nackkammar. Senare kom små prydnadskammar som hårprydnader på modet.